# Pieter Carelsz. gen. Fabritius

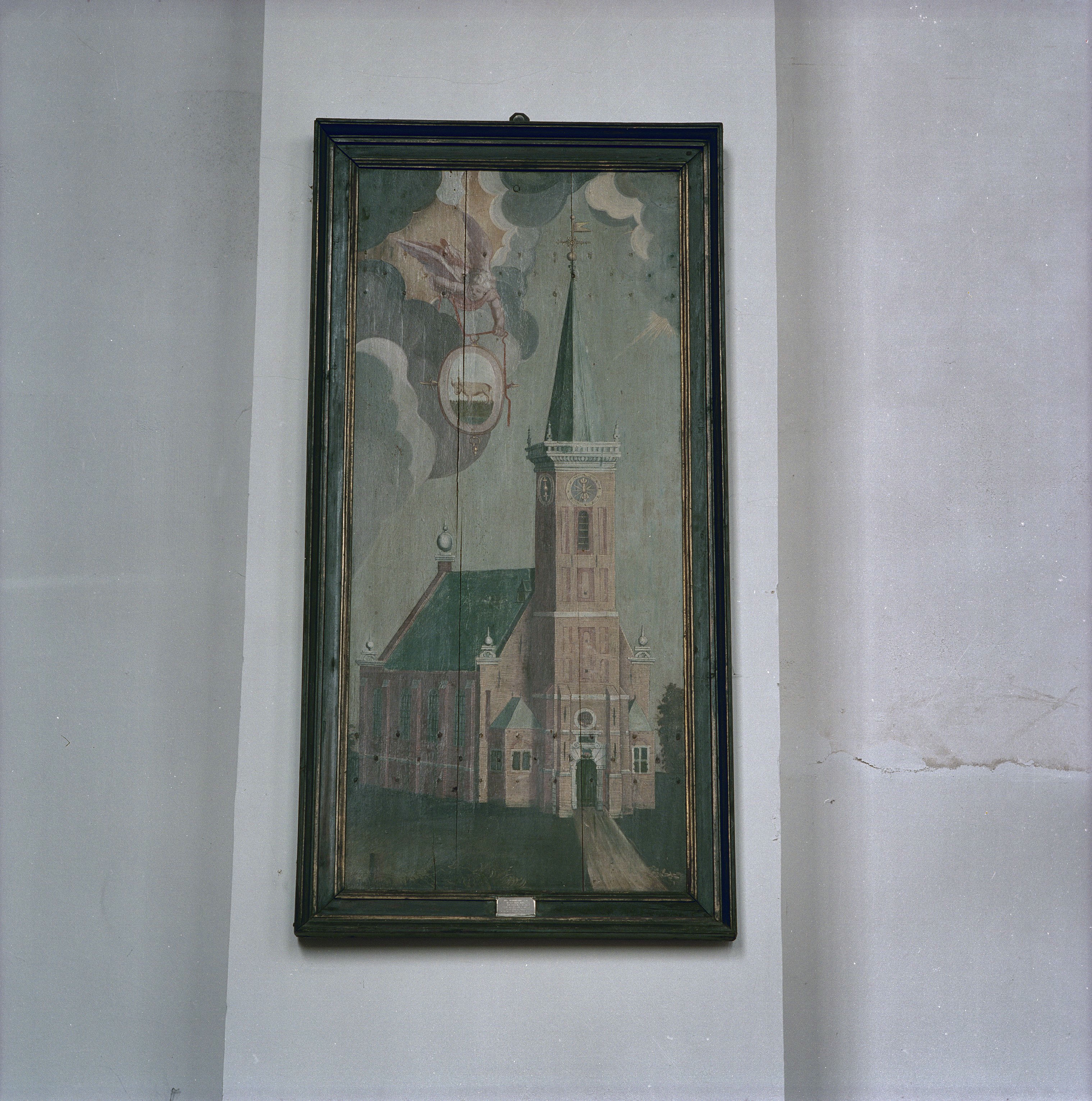
Kirche in Middenbeemster (Fabritius)

Pieter Carelsz. gen. Fabritius (* um 1598 in Westwoud; † 1653 in Middenbeemster) war ein holländischer Maler.

## Lebenslauf
Er war der älteste Sohn des Carel Pietersz. und der Anna Jansdr. Der wenig bekannte Künstler ist der Vater von Carel Fabritius und dessen Bruder Barent Fabritius. Nach Wunsch des Vaters sollte er in dessen Fußstapfen treten und Pfarrer werden. Doch da das Einkommen des Vaters für ein Theologiestudium an der Universität nicht ausreichte, entschloss sich Pieter, in der Gemeinde Beemster Schulmeister zu werden. Als solcher wird er dort am 24. November 1619 mit einem Gehalt von 80 Gulden im Jahr angestellt. Ab 1620 übernahm er zusätzlich das Amt des Küsters und war auch Vorsänger der dortigen reformierten Gemeinde. Dafür bat er um eine Gehaltserhöhung von 20 Gulden und stellte gleichzeitig den Antrag, seine freie Zeit zur Ausübung der Malerei verwenden zu dürfen. Beiden Bitten wurde zugestimmt. Dass es sich dabei lediglich um eine Liebhaberei gehandelt hat, gilt als unwahrscheinlich, da er dafür keinen Antrag hätte stellen müssen. Er muss also mit dieser Bitte höhere Ambitionen verbunden haben und war höchstwahrscheinlich maßgeblich daran beteiligt, dass sich drei seiner Söhne, Carel, Barent und Johannes, ebenfalls für eine Laufbahn als Maler entschieden. Gegen 1621 heiratete er Barbertje Barentsdr van der Maes, mit der er elf Kinder hatte.

## Werke
Bisher wird mit dem künstlerischen Schaffen des Pieter Carelsz. nur eine „Ansicht der Kirche von Middenbeemster“ in Middenbeemster, Nederlands Hervormde Kerk, in Verbindung gebracht. Ob er wirklich der Maler ist, konnte aber noch nicht endgültig geklärt werden.